# Hippopotame
Hippopotame ist der Entwurf für ein Amphibienfahrzeug aus der 2. Hälfte des 18. Jahrhunderts.
Der Lieutenant im schaumburg-lippischen Artilleriecorps, Militärschullehrer und Ingenieur Jakob Chrysostomus Praetorius (1730 bis nach 1797) legte am 6. Mai 1761 Graf Wilhelm von Schaumburg-Lippe die Entwurfszeichnung für ein Amphibienfahrzeug vor, das er als Hippopotame oder See- bzw. Flusspferd bezeichnete. Es handelt sich um zwei Schwimmkörper, die miteinander verbunden sind. Zwischen ihnen befinden sich zwei „Beine“, die mittels Schubstangen und Kurbeln vor- und zurückbewegt werden können. Die „Beine“ enden in „Füßen“, deren Gestänge mit einer Membran verbunden waren, die sich ähnlich wie die Schwimmhäute von Wasservögeln bei der Vor- und Rückwärtsbewegung der „Beine“ öffneten und schlossen und so die Fortbewegung im Wasser ermöglichten. Die ganze Konstruktion war als Pferdgestalt ausgeführt und der Soldat saß wie ein Reiter auf dem Rücken. Die Steuerung sollte mit Seilen, die zu den Füßen des Soldaten führten erfolgen. Für den Landtransport konnte vorne ein Rad eingebaut werden und das Gefährt wie eine Schubkarre fortbewegt werden. Für den Soldaten hatte J. Chr.  Praetorius eine eigene Uniform mit Bewaffnung entworfen, zu der auch eine Schwimmweste gehörte. Mit dem Amphibienfahrzeug sollten vorwiegend bei Nacht auf Flüssen gefahren werden. Dämme, Befestigungen und andere Hindernisse sollten auf dem Landweg umgangen werden. Ziel war es hinter den feindlichen Linien Sabotageakte wie die Zerstörung Nachschublager oder Brücken durchzuführen. Gleichzeitig wird aber auch ausgeführt, dass in Friedenszeiten der Hippopotame bestens für Erkundungsfahrten in unbekannten Ländern geeignet wäre. Obwohl J. Chr. Praetorius Graf Wilhelm nachdrücklich gebeten hatte, ein Probefahrzeug bauen zu lassen, wurde der Plan nie in die Tat umgesetzt.